# 吉田晶子

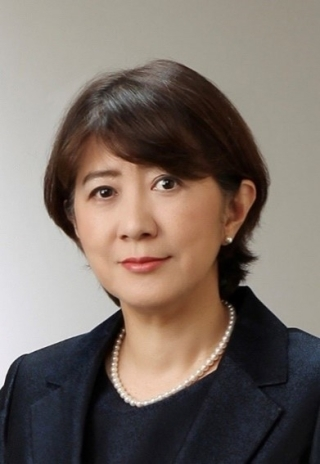
外務省より公表された公式肖像画像

吉田 晶子 (よしだ あきこ) は、日本の元国土交通官僚。元国際機関職員。外交官。

## 人物
1988年京都大学法学部卒業後、運輸省入省。2003年ニューヨーク大学法学修士(LLM)取得。

運輸省地域交通局鉄道業務課、同運輸政策局国際企画課、同航空局航空事業課、環境庁大気保全局自動車環境対策第2課等を経て、国際観光振興会ニューヨーク事務所次長。
国土交通省海事局船員政策課国際企画室長、同海事局危機管理室長、同海事局海事人材政策課長等において国際海事機関（IMO）および国際油濁補償基金（IOPCF）担当。
2010年から2015年まで国際油濁補償基金（IOPCF）法律顧問。
2015年8月国際観光振興機構（JNTO）理事。
2017年7月国土交通省大臣官房政策評価審議官兼大臣官房秘書室長、
2018年7月大臣官房審議官・国際担当、
2019年7月関東運輸局長、
2020年7月JNTO理事長代理。
2023年9月駐スロベニア大使。

著書：国際機関のリーガルアドバイザー（信山社:2021年）